# Erich Pätzold (Politiker)
Erich Pätzold (* 8. Juni 1930 in Sömmerda) ist ein deutscher Politiker (SPD). Er war von 1973 bis 1981 Berliner Senator für Gesundheit und Umweltschutz und von 1989 bis 1991 Berliner Senator für Inneres.

## Leben
Erich Pätzold wuchs zunächst in Düsseldorf, der Heimatstadt seiner Eltern, auf, bis die Familie im Jahr 1936 nach Berlin umzog. Trotz eines sehr guten Abiturs 1948 in Berlin-Weißensee wurde ihm aus politischen Gründen das Studium der Chemie an der Friedrich-Wilhelm-Universität (ab 1949: Humboldt-Universität) in Ost-Berlin verweigert.
Er begann 1948, als Dienstanwärter in der Berliner Verwaltung zu arbeiten. Im Jahr 1950 trat er in die SPD und die Gewerkschaft ÖTV ein. Von 1953 bis 1958 studierte er neben dem Beruf zehn Semester Rechts-, Wirtschafts- und Verwaltungswissenschaften an der Verwaltungsakademie Berlin und legte die Examen als Diplom-Kameralist und Verwaltungsassessor (Befähigung zum höheren Verwaltungsdienst) ab. Im Zuge seiner Laufbahn in der Senatsverwaltung für Finanzen wurde er 1959 zum Regierungsrat, 1962 zum Oberregierungsrat ernannt. Er war Grundsatzreferent für öffentliches Finanzwesen und Haushaltsrecht. In dieser Funktion entwarf er Landeshaushaltsordnung und Eigenbetriebsgesetz (anstelle des fortgeltenden, zersplitterten Gemeinderechts aus der Zeit des Nationalsozialismus) und eine neue Haushaltssystematik.

## Politik
Sein politischer Weg begann im damaligen Bezirk Wedding. 1963/1964 war er Fraktionsvorsitzender in der Bezirksverordnetenversammlung, von 1964 bis 1970 Bezirksstadtrat für Finanzen im Bezirksamt Wedding. Er initiierte erste Beschlüsse des SPD-Landesparteitags zu einer Verwaltungsreform, die Senat und unwillige Verwaltung aber im Sande verlaufen ließen. Umfängliche Veruntreuungen im Weddinger Jugendamt musste er gegen den Widerstand von Jugendstadtrat und Bezirksbürgermeister ausräumen; dabei blieb die eingeschaltete Kriminalpolizei untätig. Rückenstärkung erfuhr er durch das Kammergericht Berlin.
In der Weddinger SPD war er von 1967 bis 1971 stellvertretender Vorsitzender und von 1971 bis 1986 Vorsitzender. Von 1967 bis 1984 war er Mitglied des Berliner Landesvorstandes der SPD, dabei von 1971 bis 1976 als Landeskassierer im Geschäftsführenden Vorstand. Er sanierte die schuldenbelasteten Parteifinanzen und -unternehmen.
In der Berliner Hauptverwaltung war Erich Pätzold von 1970 bis 1973 Staatssekretär der Senatsverwaltung für Finanzen. 1973 wurde er zum Senator für Gesundheit und Umweltschutz gewählt und blieb bis zum Amtsantritt Hans-Jochen Vogels im Januar 1981 in diesem Amt. Er setzte ein breit angelegtes Krankenhausmodernisierungsprogramm durch. Dem leistungswidrigen und unwirtschaftlichen Anstieg der Zahl der Krankenhausbetten begegnete er mit verbindlichen Krankenhausbedarfsplanungen und einem betriebswirtschaftlich ausgerichteten Landeskrankenhausgesetz, das den städtischen Krankenhäusern auch leistungsfördernde Autonomie brachte. Den öffentlichen Gesundheitsdienst modernisierte er mit einem Landesgesetz, das altes Recht aus der Zeit des Nationalsozialismus ablöste. Auf Bundesebene war Erich Pätzold Sprecher der SPD-Gesundheits- und -Umweltminister.
Von 1975 bis 1989 war er im Bezirk Wedding gewähltes Mitglied des Abgeordnetenhauses von Berlin.
In der Zeit der Opposition von 1981 bis 1989 war Erich Pätzold innenpolitischer Sprecher der SPD-Fraktion. Er war stellvertretender Vorsitzender des Hauptausschusses des Abgeordnetenhauses und der Parlamentarischen Kontrollkommission für den Verfassungsschutz; auch hatte er den Vorsitz des Lummer-Untersuchungsausschusses inne. Für eine durchgreifende Verwaltungsreform verfasste er 1982 die umfassenden Anträge der SPD-Fraktion. In der daraufhin vom Abgeordnetenhaus eingesetzten Enquete-Kommission war er stellvertretender Vorsitzender und der Verfasser des 1985 vorgelegten Berichts mit umfassenden Reformaufträgen, die vom Abgeordnetenhaus einstimmig beschlossen wurden.
In der rot-grünen Senatskoalition von 1989 bis 1991 war Erich Pätzold Senator für Inneres.
Nach dem Fall der Berliner Mauer am 9. November 1989 hatte er vor allem die Wiedervereinigung der Berliner Verfassungs- und Verwaltungsinstitutionen, besonders der Polizei, zu organisieren und die Bundesregierung aus ortsnaher Kenntnis zu eindeutigen Regelungen bei den DDR-Erblasten anzuhalten. Er sorgte dafür, dass beiseitegeschafftes SED-Vermögen von über 100 Millionen D-Mark gesetzesgemäß eingezogen werden konnte.
Die von Innensenator Pätzold angeordnete Räumung der Mainzer Straße am 14. November 1990 führte zu einer Straßenschlacht um 13 besetzte Häuser.
Die Räumung gilt als einer der massivsten Polizeieinsätze Berlins in der Nachkriegszeit.
Daraufhin zerbrach die rot-grüne Koalition, und nach der Wahl im Dezember 1990 regierte der schwarz-rote Senat Diepgen III.
Von 1994 bis 2002 war Erich Pätzold SPD-Sprecher im Lenkungsgremium des Berliner Senats für die Verwaltungsreform. Die umfangreichen Verfassungs- und Gesetzesänderungen von 1998 und 1999 zur Verschlankung von Abgeordnetenhaus und Senat, zur grundlegenden, betriebswirtschaftlich orientierten Verwaltungsreform und zur Stärkung der Selbstverwaltung der Berliner Bezirke, jeweils über Beschlüsse des SPD-Landesparteitags initiiert, stammen aus seiner Feder, ebenso die Gesetzesänderungen für die ersten Schritte dazu einige Jahre vorher.

## Senatsbeteiligungen
- Senat Schütz II – Senat Schütz III – Senat Stobbe I – Senat Stobbe II – Senat Momper